# صفی‌الله خان
صفی‌الله خان (انگلیسی: Safiullah Khan؛ زادهٔ ۴ مارس ۱۹۷۹) بازیکن فوتبال اهل پاکستان بود.
وی همچنین در تیم ملی فوتبال پاکستان بازی کرده است.